# Citroën C1
 (mars 2019).
Si vous disposez d'ouvrages ou d'articles de référence ou si vous connaissez des sites web de qualité traitant du thème abordé ici, merci de compléter l'article en donnant les références utiles à sa vérifiabilité et en les liant à la section « Notes et références ».
Citroën C1 est le nom donné à une petite citadine produite par le constructeur automobile français Citroën, en collaboration avec le constructeur japonais Toyota. Il existe deux générations du modèle produite de 2005 à 2014 et de 2014 à 2020.

## Première génération
Sortie en 2005, la première Citroën C1 est la plus petite voiture à motorisation thermique de la marque (la C0 étant 100 % électrique). Comme ses cousines Peugeot 107 et Toyota Aygo, elle se présente sous la forme d'une petite voiture 3 ou 5 portes, à l'intérieur relativement rustique, notamment dans sa finition et les matériaux employés. Elle est disponible en deux motorisations, 1 L essence de 68 ch et 1,4 L Diesel de 54 ch, et deux boîtes à 5 vitesses, l'une manuelle et l'autre robotisée[réf. nécessaire].

La C1 est devenue populaire en tant que voiture de course bon marché destinée aux courses d'endurance, similaire à son prédécesseur la Citroën 2CV,,.

## Seconde génération
Au Salon international de l'automobile de Genève 2014, Citroën a présenté une C1 redessinée, qui sera également fabriquée dans une usine de Toyota Peugeot Citroën Automobile Czech (TPCA) en coentreprise avec Toyota Aygo II et Peugeot 108. Un modèle cabriolet à profil fixe nommé Airscape a été introduit avec un toit en toile rabattable, disponible en configurations 3 et 5 portes.